# Omar Bravo
Omar Bravo Tordequillas (Los Mochis, 4 maart 1980) is een voormalig Mexicaans voetballer. Bravo speelde meer dan zestig interlands voor Mexico.

## Clubcarrière
Bravo was tot zijn twaalfde bokser, maar koos voor het voetbal en sloot zich aan bij Club Deportivo Guadalajara. Op 20 augustus 2000 maakte hij zijn debuut tegen UANL Tigres. Vervolgens speelde hij meer dan 200 wedstrijden voor zijn ploeg. De enige prijs die hij daarbij haalde, is de Primera División de México Apertura in 2006. Bravo scoorde in zijn eerste termijn bij de club meer dan honderdmaal. De al gestopte Salvador Reyes maakte er 122 – een record dat Bravo in zijn vierde termijn bij de club in 2015 zou verbreken. Tussen die periodes in Guadalajara speelde hij ook in de Primera División bij Deportivo La Coruña en in de Amerikaanse Major League Soccer bij Sporting Kansas City.

## Interlandcarrière
Bravo speelde tussen 2002 en 2013 66 interlands in het Mexicaans voetbalelftal , waarin hij vijftien doelpunten maakte. Hij debuteerde tegen Chili. Hij nam deel aan de Olympische Spelen van 2004 in Athene en aan het wereldkampioenschap voetbal 2006 in Duitsland. Zijn laatste interlanddoelpunt maakte Bravo op 28 maart 2009 in een WK-kwalificatiewedstrijd tegen Costa Rica (2–0 winst). Met Mexico won Bravo de CONCACAF Gold Cup in 2003 en 2009.